# Narodziny Fundacji
Narodziny Fundacji, także jako Korzenie Fundacji (tyt. oryg. Forward the Foundation) –  drugi prequel cyklu Fundacja autorstwa Isaaca Asimova, opublikowany pośmiertnie w 1993 r. Polskie tłumaczenie Maryli Kowalskiej, pod tytułem Korzenie Fundacji wydało w 1994 wydawnictwo Varia APD, zaś wznowienie, pod tytułem Narodziny Fundacji, ukazało się nakładem oficyny Rebis w 2001.

## Fabuła
Hari Seldon pracuje na Uniwersytecie Streelinga, gdzie kieruje Projektem Psychohistorii. Jednocześnie, nieoczekiwanie dla siebie, zostaje mianowany Pierwszym Ministrem Imperium. Usiłując pogodzić obowiązki obserwuje chaos, w którym pogrąża się Trantor, a za nim cała galaktyka. Po pewnym czasie, widząc, że dla Imperium nie ma ratunku, postanawia założyć Fundację, która skróci okres upadku.